# Кругосвет
«Кругосвет» — універсальна електронна енциклопедія російською мовою. Розвивається з 2000 року й, за даними станом на 2010 рік, містить понад 12 700 статей (з них 7 100 — біографії), понад 12 100 ілюстрацій, 600 політичних, історичних та економічних карт, а також кілька історичних і політичних документів. Базується на відомій, виданій у США «Енциклопедії Кольєра», яка видавалась у 1952–1998 роках.

## Історія
Презентація першого електронного видання енциклопедії на компакт-диску під назвою «Мир вокруг нас» відбулась 23 травня 2000 року, видання здійснювалось за сприяння фонду Сороса.

## Редакція
- Генеральний директор — Марина Цагарелі.
- Головний редактор — Олександр Добровольський.
- Редактори — Ольга Блюхер, Михайло Ліпкін, Нінель Пащенко, Любов Прокопенко.
- Технічний директор — Олексій Туз